# Gilbert Bougnol
Pour les articles homonymes, voir Bougnol.
Gilbert Bougnol, né le 31 août 1866 à Saint-Myon et mort le 20 octobre 1947 à Rueil-Malmaison, est un maître d'armes français, spécialiste de l'épée. Il est le cousin d'Albert Ayat.

## Carrière
Gilbert Bougnol participe à l'épreuve de maîtres d'armes d'épée lors des Jeux olympiques d'été de 1900 à Paris et remporte la médaille d'argent.